# Amphiglossus alluaudi
Amphiglossus alluaudi е вид влечуго от семейство Сцинкови (Scincidae). Видът е световно застрашен, със статут Уязвим.

## Разпространение
Разпространен е в Мадагаскар.